# NGC 6957
NGC 6957 est une galaxie spirale située dans la constellation du Dauphin. Sa vitesse par rapport au fond diffus cosmologique est de 7 840 ± 61 km/s, ce qui correspond à une distance de Hubble de 115,6 ± 8,2 Mpc (∼377 millions d'al). NGC 6957 a été découverte par l'astronome allemand Albert Marth en 1863.
La classe de luminosité de NGC 6957 est III-IV.